# Ansambel Mladi Dolenjci
Ansambel Mladi Dolenjci so narodnozabavna zasedba, ki deluje od leta 1996. Sedež imajo v Novem mestu. Gre za trio zasedbo s prepoznavnem petjem in igranjem, po festivalskih uspehih in uspešnicah, kot so: Nocoj je druga rekla mi, Očka bom postal, Brez otroških oči, Nisem pozabil, ...

## Zasedba
Ansambel Mladi Dolenjci že od vsega začetka leta 1996 deluje v enaki zasedbi. Harmoniko igra Tomaž Kastelic, kitaro Lado Šurla, bas kitaro pa Simon Lukšič. Vsi trije so doma v Podgorju v okolici Novega mesta.

## Delovanje
Ansambel Mladi Dolenjci je bil ustanovljen leta 1996. Za začetek 12.september, ko so se takrat še osnovno- in srednješolci zbrali na prvih vajah. Vsi trije so bili samouki in tudi v ansamblu so delovali brez mentorja. Prva posneta skladba ima naslov Pod Gorjanci smo doma. Melodije za skladbice si pišejo izključno sami, prav tako aranžmaje, s čimer so si ustvarili edinstven in prepoznaven zven. Zgodaj v začetku delovanja so dobili ponudbo ene izmed potovalnih agencij za nastopanje na maturantskih izletih po Španiji. Najprej so bili skeptični, vendar so ponudbo sprejeli. Po prvem izjemno pozitivnem odzivu so takšno izkušnjo ponovili še petkrat.
Po treh letih delovanja so se udeležili več festivalov in takoj doživeli pozitiven odziv tako strokovnih komisij, kot tudi publike, s tem  velik uspeh. Največja uspeha v času delovanja sta zagotovo zmagi na največjem festivalu narodnozabavne glasbe Slovenska polka in valček, kjer so leta 2001 odigrali najboljši valček, leta 2005 pa najboljšo polko Očka bom postal.
Leta 2006 so ob 10. obletnici delovanja v novomeški dvorani Leona Štuklja priredili velik koncert. To je bil prvi koncert, ki ga je obiskala ekipa takrat sveže ustanovljenega prvega portala o narodnozabavni glasbi Narodnjak.si. Ob tej priložnosti so Mladi Dolenjci izdali svoj tretji album z naslovom Očka bom postal.
Leta 2013 so nastopili na 2. festivalu slovenske domoljubne pesmi Mati Domovina. Izvedli so skladbo Naša Slovenija.
Med leti 2013 in 2015 so vsako leto posneli po eno novo polko, ki so jih poslušalci dobro sprejeli in sicer polke Priznam, Najini poljubi, Njen parfum. Valček Ti imaš vse so posvetili svojim ženam in se s tem zahvalili za vso podporo; skladbo Moja Moja pa svojim hčerkam. Poleg avtorskih skladb so poznani tudi po priredbi skladbe Ansambla Lojzeta Slaka Meni ni za bogatijo.

## Uspehi
Ansambel Mladi Dolenjci je na festivalih narodnozabavne glasbe dosegel naslednje uspehe in nagrade:
- 1999: Festival Vurberk – 1. nagrada strokovne žirije za najboljšo izvedbo.
- 1999: Festival Števerjan – Nagrada za najboljšega debitanta.
- 1999: Festival Ptuj – Zmagovalci po mnenju občinstva in 3. nagrada strokovne žirije za izvedbo.
- 1999: Festival Cerkvenjak – Nagrada občinstva.
- 2000: Festival Vurberk – 1. nagrada strokovne žirije za najboljšo izvedbo in nagrada predstavnikov radijskih postaj.
- 2001: Slovenska polka in valček – Najboljši valček: Brez otroških oči.
- 2001: Festival Vurberk – Srebrni zmaj, 1. nagrada strokovne žirije za najboljšo izvedbo in nagrada predstavnikov radijskih postaj.
- 2005: Slovenska polka in valček – Najboljša polka: Očka bom postal.

## Diskografija
Ansambel Mladi Dolenjci je do sedaj izdal tri albume:
1. Mladi Dolenjci (2000)
2. Brez otroških oči (2002)
3. Očka bom postal (2006)

## Največje uspešnice
Ansambel Mladi Dolenjci je najbolj poznan po naslednjih skladbah:
- Brez otroških oči
- Nisem pozabil
- Nocoj je druga rekla mi
- Očka bom postal
- Polka mora bit okrogla
- Priznam
- Samo zaradi tebe